# Zeugopterus punctatus
Zeugopterus punctatus es una especie de pez de la familia Scophthalmidae en el orden de los Pleuronectiformes.

## Morfología
Pueden alcanzar los 25 cm de longitud total.

## Distribución geográfica
Se encuentra en las  costas del Atlántico Norte (desde Trondheim hasta el Mar Cantábrico, y Terranova - Canadá).